# حارة السواد (صنعاء)
حارة السواد هي إحدى حارات حي معين بمديرية معين إحد مديريات العاصمة اليمنية صنعاء، بلغ تعداد سكانها 379 نسمة حسب تعداد اليمن لعام 2004.